# Regionalelternbeirat
Der Regionalelternbeirat ist ein gesetzlich legitimiertes Gremium der schulischen Elternvertretung auf regionaler Ebene in Rheinland-Pfalz.
Für jeden Schulaufsichtsbezirk (Koblenz, Rheinhessen-Pfalz und Trier) wählen schulartspezifische Wahlversammlungen, die aus Mitgliedern der jeweiligen Schulelternbeiräte bestehen, die Schulartvertreter für den Regionalelternbeirat. Dieser vertritt die Interessen der Eltern des jeweiligen Wahlbezirks gegenüber den Schulen, den Schulbehörden und der Öffentlichkeit, er unterstützt und koordiniert die Tätigkeit der Schulelternbeiräte und berät sie in allen für die Eltern und Schulen wesentlichen Fragen. Der Regionalelternbeirat unterrichtet die Schulelternbeiräte insbesondere über die Entwicklung im Bereich der Elternmitwirkung. Er fördert die Elternfortbildung und ist das Verbindungsglied zwischen Landeselternbeirat und Schulelternbeiräten.